# Adiantum amplum
Adiantum amplum (culandrillo) es una especie de helechos en el género Adiantum. 

## Descripción
Es un helecho con rizoma alargado, que tiene escamas anaranjadas a cafés y sus tallos son negruzcos y brillantes. Las hojas se ven como encajes amplios de color verde, con los bordes negros y en la parte inferior tienen unos puntitos en forma de luna.

## Distriibución y hábitat
Originaria de México a Colombia se encuentra en climas cálidos y semicálidos entre el nivel del mar y los 750 metros. Crece asociada a bosques tropicales subperennifolio y perennifolio.

## Propiedades
A esta especie se le emplea para aliviar afecciones ginecobstétricas como infecciones vaginales, regular y controlar los ciclos menstruales, como abortiva y para atender las hemorragias vaginales, en este último caso, se prepara una infusión con la planta entera y se bebe.

## Taxonomía
Adiantum amplum fue descrita por  Karel Presl y publicado en Reliquiae Haenkeanae 1(1): 63. 1825.
Etimología;
Adiantum: nombre genérico que proviene del griego antiguo, que significa "no mojar", en referencia a las hojas, por su capacidad de arrojar el agua sin mojarse.
amplum: epíteto latíno que significa "grande"
Sinónimos
- Adiantum princeps T. Moore
- Adiantum subtrapezoideum H. Christ	[4]